# Arvicola amphibius
La rata topera, (Arvicola amphibius) es una especie de roedor miomorfo de la familia de los cricétidos. A menudo se la llama informalmente rata de agua, aunque solo en su aspecto se parece a una verdadera rata. Las ratas toperas poseen hocicos más redondeados que los de las ratas comunes, además de pelaje marrón espeso, rostro orondo y orejas cortas; a diferencia de las ratas, tienen la cola, las patas y las orejas cubiertas de pelo.
En estado salvaje, las ratas toperas viven un promedio de cinco meses, y en cautividad, su longevidad es de 2 años y medio como máximo.